# Specialoperationskommandoen
Specialoperationskommandoen (forkortet SOKOM) er en operativ kommando på Flyvestation Aalborg med ansvaret for opstillingen og indsættelsen af Forsvarets specialstyrker.
Specialoperationskommandoen blev etableret den 1. september 2014 hvor generalmajor Jørgen Høll blev udpeget som den første chef. 
Jægerkorpset, Frømandskorpset og Sirius-patruljen, som er Forsvarets 3 specialoperationskorps, blev underlagt SOKOM den 1. juli 2015.
Kommandoen har blandt andet til opgave at specialisere sig i at samarbejde med nationale og internationale samarbejdspartnere hvor man kan tilbyde et specialstyrkealternativ til konventionelle militære løsninger samt at kunne udsende et hovedkvarterselement der kan støtte specialoperationer på fremmed jord.